# 유중교
유중교(柳重敎, 1821년 ∼ 1893년)는 조선말의 유학자이다. 자는 치정(致政), 호는 성재(省齋).

## 생애
이항로, 김평묵 등에게 사사하였다. 1881년에 김평묵과 같이 구법보수(舊法保守), 척양척왜(斥洋斥倭)를 주장하였으며, 설악산에 입산, 그곳에서 생애를 마쳤다. 그는 처음에는 이항로를 따라 주리설(主理說)을 주장했으나, 만년에는 한원진의 호론(湖論)을 지지, 주기파(主氣派)로 전향하였다. 저서로는 <태극도설대지(太極圖說大指)> <소대학설(小大學說)> <역설(易說)> <인물성동이변(人物性同異辨)> 문집 등 다수가 있다. 
그는 성명(性命)에 관한 것을 형이상(形而上)으로, 일반적 심리작용을 형이하(形而下)의 것으로 구분하여 이해하고, 심(心)을 둘로 나누어 본심(本心)·양심(良心)·도심(道心)·인의지심(仁義之心)은 형이상의 것으로 이이나, 그 밖의 일반적인 심은 형이하의 것으로 곧 기라고 했다.